# Astrosphaeriella fusispora
Astrosphaeriella fusispora är en svampart som beskrevs av Syd. & P. Syd. 1913. Astrosphaeriella fusispora ingår i släktet Astrosphaeriella och familjen Melanommataceae.   Inga underarter finns listade i Catalogue of Life.